# بیلی گیلبرت (بازیگر فیلم صامت)

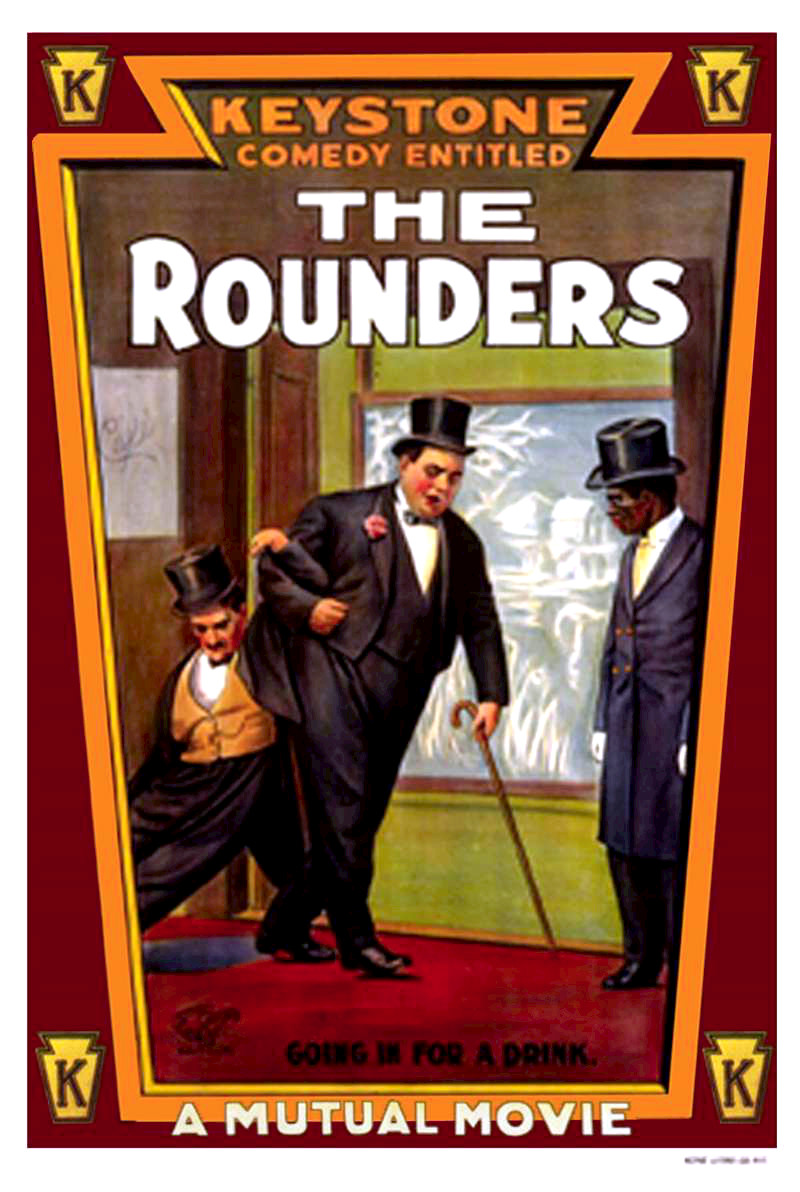
پوستر فیلم سینمایی قماربازان (۱۹۱۴) به کارگردانی چارلی چاپلین که در آن بیلی گیلبرت در نفش دربان (با چهره سیاه) دیده می‌شود.

بیلی گیلبرت (انگلیسی: Billy Gilbert) بازیگر فیلم‌های صامت آمریکایی بود. وی در تاریخ ۱۵ سپتامبر ۱۸۹۱ در هالیوود، لس آنجلس زاده شد و در تاریخ ۲۹ آوریل ۱۹۶۱ در شهر لس آنجلس درگذشت. این هنرمند در بین سال‌های ۱۹۱۳ تا ۱۹۳۶ در بیش از ۱۵۰ فیلم بازی کرد.

## گزیده فیلم‌شناسی

### بازیگر
- شراب مهمانی فتی (۱۹۱۴)
- شاگرد ستاره (۱۹۱۴)
- امرار معاش (۱۹۱۴)
- قماربازان (۱۹۱۴)
- مخمصه عجیب میبل (۱۹۱۴)
- فیلم جانی (۱۹۱۴)
- یک روز شلوغ (۱۹۱۴)
- گرفتار در کاباره (۱۹۱۴)
- عشق جریحه‌دارشده تیلی (۱۹۱۴)
- عشاق کنار دریای خانم فتی (۱۹۱۵)
- نفرین میبل (۱۹۱۵)

### کارگردان
- رینبو آیلند (۱۹۱۷)
- لاس (۱۹۱۷)
- حرکت کن (۱۹۱۷)
- اطلاع محرمانه (۱۹۱۸)